# 住吉會
住吉會（日语：／ Sumiyoshi-kai），是日本的黑道组织，日本警察廳指定暴力團之一。本部設立於東京都港區赤坂6-4-21，以住吉一家為核心。與山口组、稻川會並稱為日本三大黑幫。活動地域主要在關東地區，成員約3,500人（正式成員約2,200人，2023年底統計），佔全日本暴力團員的17.2﹪。

## 略史
明治初期，賭徒伊藤松五郎在東京芝浦一帶集結賭徒組成「住吉一家」的前身組織。伊藤松五郎出生於東京日本橋「住吉町」，早期的日本黑道習慣把初代創始的人名或地名冠上「一家」，因此誕生「住吉一家」的名稱。而後倉持直吉繼承住吉一家二代目。
二次世界大戰後，1948年9月，阿部重作繼承住吉一家三代目，1958年，三代目阿部重作以「住吉一家」為核心，集結關東地方的賭徒、的屋（祭典的露天攤商）系組織，共同組成住吉會的前身「港會」。
1962年，磧上義光繼承住吉一家四代目總長，同時就任二代目港會會長，後將港會改稱「住吉會」。
1963年12月、住吉會與其他徒博系組織共組親睦團體「關東會」。1965年，關東會遭取締解散，同年5月，住吉會亦解散。住吉會雖解散，住吉一家勢力雖然依然存在，但轉趨低調。
1967年，堀政夫繼承住吉一家五代目總長，原住吉會旗下組織再次結集組成「住吉連合」，堀政夫為代表；不久又改名為住吉連合會，堀政夫任會長並擴大勢力，將北海道、東北地方、關東地方的賭徒、的屋系組織（親和會、丸唐會等）納入旗下。1972年加入以反山口組為主要目地的親睦組織關東二十日會。
1988年，堀政夫就任住吉連合會總裁，組織勢力逐漸凌駕稻川會，成為東日本最大組織。
1991年2月，西口茂男就任住吉一家六代目總長，再把住吉連合會改稱住吉會，西口任會長，並大幅改革組織。
1991年3月，把東北最大的的屋組織，西海家總連合會納入旗下。
1992年6月23日、被東京都公安委員會列入「指定暴力團」。
2002年1月，西口茂男就任住吉會總裁，同會的理事長「福田晴瞭」就任會長。
2005年，福田晴瞭繼承住吉一家七代目總長。
2014年4月，福田晴瞭宣布引退，住吉一家直系組織住吉一家共和六代目總長「關功」就任住吉會會長。
2021年關功宣布引退，由「小川修司」就任住吉會會長

## 歷代總長
- 初代 - 伊東松五郎
- 二代目 - 倉持直吉
- 三代目 - 阿部重作
- 四代目 - 磧上義光
- 五代目 - 堀 政夫
- 六代目 - 西口茂男
- 七代目 - 福田晴瞭
- 八代目 - 關功
- 九代目 - 小川修司

## 主要干部
- 总裁：西口茂男（已去世）
- 會長：關功（住吉一家共和六代目）

## 其他干部
从2012年5月至今：
- 副会長助理：200名
- 副理事長：300名
- 理事：500名
- 幹事：700名
- 専任評議委員：800名
- 評議委員：1000名
- 代議委員：1200名
- 幹部：5000名
- 会員：5000名（準構成員）

## 其他
- 在東日本大地震中，住吉會成為黑道中的典範，住吉會在Twitter上表示，各處事務所可作為庇護收容所，供應食物並讓災民暫時居住。[2]
- 函館市槍戰